# Tatort Ukraine
Tatort Ukraine ist eine deutsche sechsteilige Fernseh-Dokumentationsreihe, die verschiedene Aspekte des Krieges in der Ukraine seit dem russischen Überfall auf die Ukraine am 24. Februar 2022 beleuchtet. Die Serie wurde im Auftrag des ZDF produziert und dort ausgestrahlt.
Die verschiedenen Episoden folgen keinem zeitlich chronologischen Ablauf, sondern fokussieren sich auf verschiedene Aspekte des Ukraine-Krieges, wo die Geschichten einzelner Menschen im Fokus stehen. Themen sind die ersten zehn Tage des Krieges nach dem Überfall vom 24. Februar, Präsident Wolodymyr Selenskyj, Frauen im Krieg, die Belagerung von Mariupol, Freiwillige und die Haltung der Menschen in Russland.

## Episodenliste
| Nr. | Titel                    | Inhalt |
| --- | ------------------------ | --- |
| 1.  | Die ersten zehn Tage     | In der ersten Episode wird die Zeit der ersten zehn Tage nach Beginn des Überfalls vom 24. Februar 2022 behandelt, erzählt werden die Geschichten der Juwelierin Jewhenija Emerald, die sich nach dem Überfall freiwillig bei der ukrainischen Territorialverteidigung meldet und zur Scharfschützin ausgebildet wird, des in Irpin lebenden, 65-jährigen Wachmanns Oleksandr Kysil, der sich ebenfalls bei den ukrainischen Streitkräften meldet, des Taxifahrers Iwan Skyba, der von russischen Soldaten mit anderen Ukrainern gefangenen genommen und gefoltert wird, und schwer verletzt ein russisches Gruppenerschießungskommando überlebt, des zwanzigjährigen russischen Soldat Dimitri Scharow, der im Norden der Ukraine kämpft und schließlich in Kriegsgefangenschaft gerät, und der in Mariupol lebenden russischsprachigen Lehrerin Natalja Didowa, die die Belagerung von Mariupol erlebt, bei der ihr Mann getötet wird, woraufhin sie aufhört Russisch zu sprechen. |
| 2.  | Selenskyj                | Die zweite Episode thematisiert anhand von Interviews mit dem ukrainischen Präsidenten Wolodymyr Selenskyj, seiner Ehefrau Olena Selenska, seinem Staatschef Andrij Jermak, seinem alten Freund Oleksandr Pikalow und dem Journalisten Bohdan Butkewitsch sowohl das Leben Selenskyjis als auch die Zeit nach dem Überfall vom 24. Februar 2022 bis zum Rückzug der russischen Armee aus dem Norden der Ukraine. |
| 3.  | Frauen im Krieg          | Die dritte Episode thematisiert die Schicksale von Frauen im Krieg, in Person erneut das der Scharfschützin Jewhenija Emerald, der Sanitäterin Wiktorija Obidina, der Studentin Tetjana Sichkar und der Lehrerin Irina Sokol. Die Sanitäterin Wiktorija Obidina erlebt die Belagerung von Mariupol und verschanzt sich mit den Soldaten des Regiment Asow im Asow-Stahlwerk. Sie gerät schließlich in russische Kriegsgefangenschaft, wird jedoch im Rahmen eines Gefangenenaustausches freigelassen. Die Studentin Tetjana Sitschkar erlebt den Krieg in Butscha, wo ihre Mutter von russischen Soldaten erschossen wird. Die in Lwiw arbeitende Lehrerin Iryna Sokol kümmert sich zunächst um Flüchtlinge am Bahnhof, kehrt dann jedoch nach Saporischschja zu ihren Eltern zurück, um die sie sich kümmert. |
| 4.  | Die Schlacht um Mariupol | Die vierte Episode beschäftigt sich mit dem Schicksal der Bewohner der knapp drei Monate von Russland belagerten und schließlich eingenommenen Stadt Mariupol. Erzählt werden die folgenden Geschichten: Der Soldat Illija Samoilenko, stellvertretenden Kommandanten des Asow-Regiments, kämpft gegen die russischen Invasoren, schließlich müssen sich die Kämpfer jedoch in das unterirdische Tunnelsystem unter dem Asow-Stahlwerk zurückziehen. Er ergibt sich schließlich mit dem Rest seiner Männer und kommt im September 2022 im Rahmen eines Gefangenenaustausches frei. Auch die bei Asow-Stahl arbeitende Ingenieurin Tetjana Trotsak sucht im Stahlwerk Schutz sucht. Nach langen Verhandlungen über eine Evakuierung der Zivilisten kann sie das Werk verlassen und entkommt nach Kiew. Erneut gezeigt wird die Fernsehjournalistin Natalja Didowa (siehe Ep. 1), die mit ihrem Mann und ihrem Sohn Sascha in der Stadt lebt. Der russische Artillerie-Beschuss trifft ihre Wohnung, wobei ihr Ehemann getötet wird. Ihr und ihrem Sohn gelingt die Flucht aus der Stadt. Die Fotografin Irina Isaewa überlebt mit ihrem Mann und zwei Kindern im Luftschutzkeller, während ihre Wohnung bei einem Angriff völlig zerstört wird, auch sie können aus der Stadt fliehen, genauso wie Yvehen Hrebenytskyi, Angestellter bei Asow-Stahl, der den Luftangriff auf das Theater von Mariupol überlebt, bei dem sein Vater getötet wird – eines von rund 600 Todesopfern. Olha Husak lebt mit ihrem Mann und zwei erwachsenen Töchtern und einem jugendlichen Sohn in der Stadt. Da ihre Tochter Nastja hochschwanger ist und im März entbinden soll, beschließen sie Schutz in der Geburtsklinik zu suchen, wo sie bald darauf die Bombardierung der Geburtsklinik in Mariupol erleben. Sie wird schwer verletzt, doch alle Familienmitglieder überleben die Belagerung. Ihre Tochter Nastja bringt ein gesundes Kind zur Welt. Die Familie entkommt aus der Stadt und lebt seither in den Niederlanden. |
| 5.  | Die Freiwilligen         | Die fünfte Episode legt den Schwerpunkt auf die Arbeit von freiwilligen Helfern. |
| 6.  | Die Russen               | Die sechste Episode thematisiert die Haltung der russischen Bevölkerung zum Krieg in der Ukraine. |